# Ребаке, Эктор
Э́ктор Ало́нсо Реба́ке (исп. Héctor Alonso Rebaque, 5 февраля 1956 года, Мехико) — мексиканский автогонщик, участник чемпионата мира по автогонкам в классе Формула-1.

## Биография
В 1974—1976 годах выступал в различных чемпионатах «Формулы-Атлантик» в Северной Америке. В 1977 году стартовал в шести этапах чемпионата мира Формулы-1 за рулём автомобиля Hesketh, пять раз не прошёл квалификацию и один раз не добрался до финиша. На следующий год (1978) он купил у команды Lotus автомобиль устаревшей модели 78, на котором стартовал в собственной команде Rebaque. Несмотря на то, что годом ранее на этом автомобиле было одержано пять побед в гонках чемпионата мира, Ребаке в 1978 году набрал всего одно очко в зачёт чемпионата и семь раз не пробился на старт гонки. В 1979 году он приобрёл у Lotus более совершенную модификацию 79, которая годом ранее одержала победу в чемпионате, но за весь сезон не смог набрать ни одного очка.
На последних трёх гонках сезона 1979 года Ребаке выступал на собственном автомобиле, подготовленном Penske, но лишь однажды сумел пробиться на старт, в котором не добрался до финиша, после чего временно прекратил участие в чемпионате Формулы-1. В середине сезона 1980 года он заменил Рикардо Сунино за рулём автомобиля команды Brabham и на предпоследнем Гран-при сезона в Канаде приехал шестым.
Сезон 1981 года стал самым удачным за время выступлений Ребаке в Формуле-1: он четыре раз набирал очки, три раза финишировал четвёртым и по итогам сезона занял десятое место в чемпионате. Однако он выступил значительно слабее своего напарника Нельсона Пике, который стал чемпионом, и руководство команды приняло решение заменить Эктора на Риккардо Патрезе. Ребаке перешёл в чемпионат CART, где одержал победу в последней гонке сезона 1982 года, после чего принял решение завершить гоночную карьеру.

## Результаты гонок в Формуле-1
| Легенда к таблице |                                                                    |
| --- | ------------------------------------------------------------------ |
| В таблице перечислены результаты всех Гран-при Формулы-1, в которых принимал участие гонщик. Строками таблицы являются сезоны, столбцами — этапы чемпионата мира. В каждой клетке указаны сокращённое название этапа и результат, дополнительно обозначенный цветом. Расшифровка обозначений и цветов представлена в нижеследующей таблице. |                                                                    |
| \| Пример \| Описание \| \| ------------ \| ------------------------------------------------------------------ \| \| 1 \| Победитель \| \| 2 \| Второе место \| \| 3 \| Третье место \| \| 5 \| Финишировал, заработав очки \| \| Сход \| Не финишировал, но при этом заработал очки \| \| 12 \| Финишировал, не получив очков \| \| НКЛ \| Финишировал, но не попал в финальную классификацию \| \| 15 \| Участвовал вне зачёта, либо по отдельной классификации \| \| 18 \| Не финишировал, но попал в финальную классификацию \| \| Сход \| Не финишировал \| \| НКВ \| Не прошёл квалификацию \| \| НПКВ \| Не прошёл предквалификацию \| \| ДСК \| Дисквалифицирован \| \| ИСК \| Исключён из протокола соревнований \| \| ТТ \| Заявлен для участия только в тренировках \| \| НС \| Участвовал в квалификации, но не стартовал в гонке \| \| Т \| Травмирован или болен \| \| ОТК \| Отказ от участия \| \| НТР \| Прибыл на соревнования, но на трассу не выезжал \| \| НПР \| Был заявлен в числе участников, но не прибыл к началу соревнований \| \| О \| Соревнования отменены \| \| \| Не участвовал \| \| Поул-позиция \| \| \| Быстрый круг \| \| |                                                                    |
| Пример | Описание                                                           |
| 1 | Победитель                                                         |
| 2 | Второе место                                                       |
| 3 | Третье место                                                       |
| 5 | Финишировал, заработав очки                                        |
| Сход | Не финишировал, но при этом заработал очки                         |
| 12 | Финишировал, не получив очков                                      |
| НКЛ | Финишировал, но не попал в финальную классификацию                 |
| 15 | Участвовал вне зачёта, либо по отдельной классификации             |
| 18 | Не финишировал, но попал в финальную классификацию                 |
| Сход | Не финишировал                                                     |
| НКВ | Не прошёл квалификацию                                             |
| НПКВ | Не прошёл предквалификацию                                         |
| ДСК | Дисквалифицирован                                                  |
| ИСК | Исключён из протокола соревнований                                 |
| ТТ | Заявлен для участия только в тренировках                           |
| НС | Участвовал в квалификации, но не стартовал в гонке                 |
| Т | Травмирован или болен                                              |
| ОТК | Отказ от участия                                                   |
| НТР | Прибыл на соревнования, но на трассу не выезжал                    |
| НПР | Был заявлен в числе участников, но не прибыл к началу соревнований |
| О | Соревнования отменены                                              |
| | Не участвовал                                                      |
| Поул-позиция |                                                                    |
| Быстрый круг |                                                                    |

| Год  | Команда | Шасси         | Двигатель   | 1        | 2        | 3        | 4        | 5        | 6        | 7        | 8       | 9        | 10       | 11       | 12       | 13       | 14       | 15       | 16      | 17  | Место | Очки |
| ---- | ------- | ------------- | ----------- | -------- | -------- | -------- | -------- | -------- | -------- | -------- | ------- | -------- | -------- | -------- | -------- | -------- | -------- | -------- | ------- | --- | ----- | ---- |
| 1977 | Hesketh | Hesketh 308E  | Cosworth V8 | АРГ      | БРА      | ЮАР      | СШЗ      | ИСП      | МОН      | БЕЛ НКВ  | ШВЕ НКВ | ФРА НКВ  | ВЕЛ      | ГЕР Сход | АВТ НКВ  | НИД НКВ  | ИТА      | США      | КАН     | ЯПО | —     | 0    |
| 1978 | Rebaque | Lotus 78      | Cosworth V8 | АРГ НКВ  | БРА Сход | ЮАР 10   | СШЗ НПКВ | МОН НПКВ | БЕЛ НПКВ | ИСП Сход | ШВЕ 12  | ФРА НКВ  | ВЕЛ Сход | ГЕР 6    | АВТ Сход | НИД 11   | ИТА НКВ  | США Сход | КАН НКВ |     | 19    | 1    |
| 1979 | Rebaque | Lotus 79      | Cosworth V8 | АРГ Сход | БРА НКВ  | ЮАР Сход | США Сход | ИСП Сход | БЕЛ Сход | МОН      | ФРА 12  | ВЕЛ 9    | ГЕР Сход | АВТ НКВ  | НИД 7    |          |          |          |         |     | —     | 0    |
| 1979 | Rebaque | Rebaque HR100 | Cosworth V8 |          |          |          |          |          |          |          |         |          |          |          |          | ИТА НКВ  | КАН Сход | США НКВ  |         |     | —     | 0    |
| 1980 | Brabham | Brabham BT49  | Cosworth V8 | АРГ      | БРА      | ЮАР      | СШЗ      | БЕЛ      | МОН      | ФРА      | ВЕЛ 7   | ГЕР Сход | АВТ 10   | НИД Сход | ИТА Сход | КАН 6    | США Сход |          |         |     | 20    | 1    |
| 1981 | Brabham | Brabham BT49C | Cosworth V8 | США Сход | БРА Сход | АРГ Сход | САН 4    | БЕЛ Сход | МОН НКВ  | ИСП Сход | ФРА 9   | ВЕЛ 5    | ГЕР 4    | АВТ Сход | НИД 4    | ИТА Сход | КАН Сход | СИЗ Сход |         |     | 10    | 11   |